# 尤斯图斯
尤斯图斯（英語：Justus，有时也称:94，生年不详，于627至631年间其中一年的11月10日逝世）是第四任坎特伯雷大主教。尤斯图斯由教宗额我略一世从意大利派往英格兰，任务是使信奉当地异教的盎格鲁-撒克逊人皈依基督教，他可能与601年派出的第二批传教士一同抵达。尤斯图斯于604年成为首任罗切斯特主教，并在614年出席了巴黎的教会会议。
616年，肯特国王埃塞尔伯特逝世，尤斯图斯被迫逃往高卢，但旋于翌年便得以复原自己的教区。624年，尤斯图斯成为坎特伯雷大主教，负责监督向诺森布里亚派遣的传教士。他去世后受尊奉为圣人，在坎特伯雷的圣奥古斯丁修道院拥有一处圣地。

## 抵达英格兰

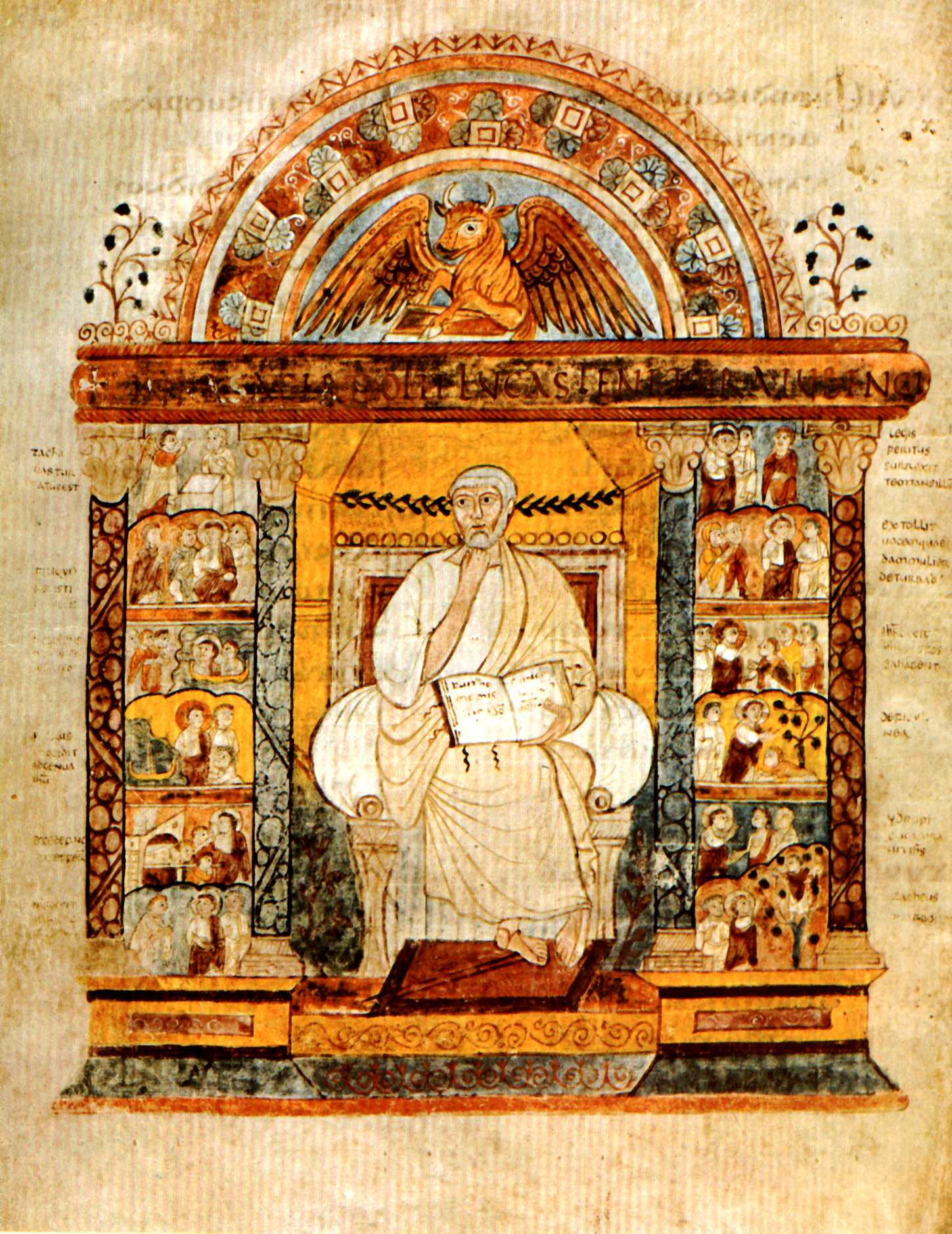
尤斯图斯可能带着公元6世纪的《圣奥古斯丁福音书》前往不列颠，图为该福音书上路加的传道者肖像。

尤斯图斯是教宗额我略一世派往英格兰执行额我略使命的使者之一。有关尤斯图斯及其传教生涯的所有已知信息几乎均衍生自8世纪早期比德所著的《英吉利教会史》。由于比德没有描述过尤斯图斯的渊源，因此后者在抵达英格兰以前的经历依然蒙有一层神秘的面纱。他可能是在601年和经坎特伯雷的奥古斯丁请求而派往的第二批传教士一起抵达的英格兰:109。一些现代来源中认为尤斯图斯是于597年与奥古斯丁一起抵达英格兰的首批传教士之一，但比德相信尤斯图斯是随第二批抵达的:43，这批传教士中还包括日后将成为伦敦主教和坎特伯雷大主教的梅里图斯。
如果尤斯图斯是第二批传教士的一员，那么他抵达英格兰时带有的礼物除书籍外，还有“做礼拜和教堂事工所需要的一切物品”:62。15世纪的坎特伯雷编年史家托马斯·埃尔汉姆声称，由第二批传教士带到英格兰的书籍中有多本在他生活的年代里仍旧存放在坎特伯雷，只是他没有机会对其加以辨认。对坎特伯雷现存手稿的一次调查显示，如今存放在剑桥大学科珀斯克里斯蒂学院的286号手稿（Manuscript (MS) 286）《圣奥古斯丁福音书》有可能就是那时的原稿。此外，现今存放在牛津大学博德利图书馆的编号为Hatton 48的《圣本笃清规》也可能是从那时起存留至今的历史手稿。另一本同样存放在博德利图书馆的编号为Auctarium D.2.14的意大利语福音书手稿与《圣奥古斯丁福音书》存在密切联系，其中的证据证实了盎格鲁-撒克逊人拥有书稿的正确时间框架。最后，不列颠图书馆至今还保存着一份编号为MS Cotton Titus C的教宗额我略一世的作品片段，这些都可能是由传教士带到英格兰的传道物品。

## 罗切斯特主教
奥古斯丁于604年晋牧尤斯图斯为主教，其教省包括肯特郡的罗切斯特。历史学家尼古拉斯·布鲁克斯认为，选择罗切斯特可能并不是因为当地曾是罗马时代的主教辖区，而是因为该镇当时在政治上的重要性。虽然镇的规模很小，只有一条街道，但却是惠特灵大道和梅德韦河口的交汇所在，并因此成为设防城市。若根据比德的记载，尤斯图斯可能不是出家人，他的教学神职人员很可能也不是修道士。
《罗切斯特书》中一份标注日期为604年4月28日，据称是由国王埃塞尔伯特签发的特许状得以存留至今，同时14世纪时的《时间中的契据登记簿》（Liber Temporalium）中还有一份基于《罗切斯特书》上述特许状的文本手抄附本，其中大部分使用的是拉丁语，但边界条款又使用了古英语。这份特许状将罗切斯特市附近的土地拨让给了尤斯图斯的教堂。之后将继任奥古斯丁成为新任坎特伯雷大主教的劳伦斯就是特许状的其中一位见证人，不过奥古斯丁本人却并非证人。这份文本是以向两位不同收信人的语气书写的，一位是埃塞尔伯特的儿子埃德博尔德，他已经成为罗切斯特地区的统治者，埃塞尔伯特在书中向儿子进行训诫；特许状本身则是直接针对教堂的守护神圣安德烈:90，这种做法也与同一批保存文档中的其他特许状类似。
历史学家威廉·利维森（Wilhelm Levison）曾于1946年出版的著作对特许状的真伪提出质疑，特别是其中两个不同语气的部分有些牛头不对马嘴。他认为其中的第一部分可能是由比德的熟人加入，旨在呼应埃德博尔德之后的变化。另一位历史学家约翰·莫里斯（John Morris）之后对特许状有更为积极的评价，他认为特许状和见证人名单都是真实的，因为其中的行文风格在800年时就已不再使用:97-98。
埃塞尔伯特在罗切斯特为尤斯图斯建了一座主教座堂，根基部分位于如今罗彻斯特座堂下方的中殿和圣坛可能就源于那一时期。如今主教座堂的南部附近存在早期长方形建筑的根基遗迹，这也可能是与尤斯图斯同时代建筑或是罗马风格建筑的一部分。
尤斯图斯和伦敦主教梅里图斯一起签署了坎特伯雷大主教劳伦斯写给爱尔兰主教们的一封信，敦促当地教会采用罗马天主教的方法来计算复活节的日期。信中还提及包括达贡主教在内的一些爱尔兰传教士曾拒绝与教宗所派的传教士共同进餐:112。这封信没能保存下来，但比德引用了其中的部分内容:138-139。
614年，尤斯图斯出席了法兰克人之王克洛泰尔二世举办的巴黎教会会议。尤斯图斯和地处于坎特伯雷的圣彼得和保罗修道院（之后更名为圣奥古斯丁修道院）院长彼得一同出席会议的原因尚无定论。有可能只是巧合，但历史学家詹姆斯·坎贝尔（James Campbell）曾认为，克洛泰尔召见不列颠神职人员的目的是为了在宗教权威上胜过肯特王国。历史学家·海厄姆（N. J. Higham）提供了另一种解释，他认为法兰克针对肯特王国的政策变化是埃塞尔伯特派几位主教前往参加会议的主要原因，因为这些变化对肯特的独立构成威胁，国王派两位神职人员前往巴黎，以期与克洛泰尔通过谈判达成妥协:116。
埃塞尔伯特于616年去世后，英格兰出现了盎格鲁-撒克逊人异教针对基督教的反击，迫使尤斯图斯和梅里图斯逃往高卢。两人可能有向克洛泰尔寻求避难，希望这位法兰克人之王可以插手干预，恢复他们的主教区:138-139，到617年时，新国王已经复原了尤斯图斯的教区。梅里图斯也返回了英格兰，但当时异教的主导情势让他无法回到伦敦。劳伦斯去世后，梅里图斯成为新任坎特伯雷大主教。而比德记载所示，尤斯图斯收到了教宗波尼法爵五世（619至625年在位）和默利图斯的鼓励信，不过比德并没有记录下信件的实际内容。历史学家·华莱士·哈迪尔（J. M. Wallace-Hadrill）认为两封信都只是对传教士的一般性鼓励言辞:64-65

## 坎特伯雷大主教
624年，尤斯图斯成为坎特伯雷大主教，教宗波尼法爵五世授予他披带这一大主教管辖权的象征，尤斯图斯随后将罗曼努斯晋牧为新的罗切斯特主教。波尼法爵五世还给了尤斯图斯一封信，祝贺他成功令国王“阿杜尔沃尔德”（Aduluald，可能指的是肯特君主埃德博尔德）皈依基督教，比德的《英吉利教会史》中就包含有这封信的内容:31-32。比德认为埃德博尔德皈依是尤斯图斯的前任坎特伯雷大主教劳伦斯说服的，但历史学家·科比（D. P. Kirby）认为，教宗的祝贺信说明这更可能是尤斯图斯的功劳:33。包括芭芭拉·约克和亨利·迈尔-哈廷在内的其他多名历史学家则认同比德的结论，埃德博尔德是在劳伦斯任内皈依的:75-76。约克认为，埃德博尔德统治时期肯特共有两位君主，另一位埃塞尔沃尔德（Æthelwald）才是教宗贺信里所说的“阿杜尔沃尔德”。约克还进一步认为，尤斯图斯在埃塞尔伯特去世后令埃塞尔沃尔德也皈依了基督教。
尤斯图斯曾在波莱纳斯陪同远嫁埃德温的埃塞尔伯前往诺森布里亚前晋牧波莱纳斯为首任约克主教。比德曾记载尤斯图斯于11月10日去世，但没有提供年份，估计很可能是627到631年中的某一年:82。他去世后被奉为圣人，11月10日也成为宗教节日。9世纪的斯托弥撒经书纪念了尤斯图斯、梅里图斯和劳伦斯的宗教节日。1090年代，他的遗骨经过仪式后转移到了圣奥古斯丁修道院高坛一旁的圣地。大约就在同一时期里，坎特伯雷的雷金纳德写了一首有关尤斯图斯的诗作，圣贝尔坦的哥斯连也创作了纪念他的作品《生命》（Life），但这些作品在此后至少200年的时间里都没有过公开传播。之后无论是托马斯·埃尔汉姆、坎特伯雷的乔维斯还是马姆斯伯里的威廉这些中世纪编年史家的作品，都没有对比德所记载的尤斯图斯的一生作出多少补充。